# Le Soler
Le Soler (på Catalansk: El Soler) er en by og kommune i departementet Pyrénées-Orientales i Sydfrankrig.

## Geografi
Le Soler ligger 9 km vest for Perpignan centrum.

## Demografi

### Udvikling i folketal
| 1962                                                              | 1968  | 1975  | 1982  | 1990  | 1999  | 2006  | 2013  | 2017  |
| ----------------------------------------------------------------- | ----- | ----- | ----- | ----- | ----- | ----- | ----- | ----- |
| 2.141                                                             | 2.715 | 3.340 | 4.401 | 5.147 | 5.825 | 6.524 | 7.300 | 7.710 |
| Tal fra og med 1962 er uden dobbelttælling (sans doubles comptes) |       |       |       |       |       |       |       |       |